# Herborn
Herborn er en historisk  bindingsværkby ved floden   Dill i landkreis Lahn-Dill-Kreis i den tyske delstat Hessen.   Den er karakteriseret ved en lukket historisk bydel med mange arkitektoniske monumenter fra otte århundreder, og regnes blandt Tysklands bedst bevarede middelalderbyplaner.
I maj 2016 var  Herborn arrangør af de 56. Hessentages. Samme år fik byen ærestitlen  „Reformationsstadt Europas“ af Fællesskabet af  Evangelishe Kirker i  Europa (de).

## Geografi
Herborn ligger i  Dilldalen på begge sider af floden, der løber gennem byen fra nord mod syd. Mod vest stiger landskabet Westerwald ('Wald westlich des Königsguts Herborn'), mod øst landskabet  Hörre med Hohen Warte (2,6 km østsydøst 405 moh.). 5½ km mod sydvest ligger det højeste bjerg i området,  Hirschberger Koppe der er 538 moh. Det laveste punkt ligger ved Dill ved grænsen til  Sinn og er 193 moh.

### Nabokommuner
Herborn grænser mod nord til byen Dillenburg, i nordøst til kommunen  Siegbach, mod øst til kommunen Mittenaar, mod sydøst til kommunen Sinn, mod syd til kommunen Greifenstein og mod vest til kommunerne Driedorf og Breitscheid (alle i Lahn-Dill-Kreis).

### Inddeling
Herborn besstår ud over hovedbyen af landsbyerne Amdorf, Burg, Guntersdorf, Hirschberg, Hörbach, Merkenbach, Seelbach, Schönbach og Uckersdorf.